# Charles Gailly de Taurines
Pour les articles homonymes, voir Gailly et Taurines.
Charles Gailly de Taurines, né le 3 décembre 1857 à Charleville et mort le 16 février 1941 dans la même ville, est un historien et écrivain français.

## Biographie
Charles Gailly de Taurines est né dans une famille d'ancienne bourgeoisie originaire du Brabant, établie au début du XVIIIe siècle dans les Ardennes, en Champagne, à Charleville, issue de Philippe Joseph Gailly, bourgeois de Charleville en 1746, greffier du bailliage et de la principauté d'Arches et de Charleville. *Jean Louis Philippe Gailly (né en 1761), était maître de forges. *Charles Auguste Ponce Gailly (1790-1868), époux de Marie Louise Florence de Taurines (1796-1874), était officier d'infanterie, président du tribunal de commerce de Charleville-Mézières. *Gustave Gailly (1825-1910), était maître de forges, industriel, député puis sénateur des Ardennes.
Charles Gailly de Taurines est né le 3 décembre 1857 à Charleville. Il est le fils de Gustave Gailly et de Clémentine Godelle. Charles montre très vite des talents pour les matières littéraires et en particulier le latin. Il obtient son baccalauréat (lettres) en 1876. En 1878, il s’inscrit à la faculté de Paris, devient bachelier de droit en 1880 et réussit sa licence en 1884.
En 1889, par les relations de son père, il part en mission au Canada pour le ministère de l'Instruction publique et des Beaux-arts. Il rentre en 1891. Ayant ramené beaucoup d'archives, il écrit son premier livre, La Nation Canadienne.
Charles se marie en 1892 avec Gabrielle Maillard de Landre avec qui il aura cinq enfants.
À Paris, Charles fait la connaissance de Lionel de la Tourasse, spécialiste de la littérature du XVe siècle. Ensemble, ils écrivent trois pièces de théâtre, dont Le Vray Mistere de la Passion jouée à partir de 1908 et pendant une cinquantaine d'années sur le parvis de Notre-Dame de Paris,.
Mais Charles commence sa véritable carrière d'écrivain à partir de 1907. Il puise l'essentiel de ses sujets dans l'histoire.
Après une pause pendant la première guerre mondiale, il se remet à écrire. Ces livres sont essentiellement des contes tirés des histoires gallo-romaines.
En 1922, Charles obtient le changement de son nom patronymique et s'appelle désormais Charles Gailly de Taurines.
Il meurt le 16 février 1941.

## Archives
Les Archives départementales des Ardennes conservent, sous la cote 10J, le fonds privé de Charles Gailly de Taurines. Ce fonds est principalement constitué de notes de recherches et de manuscrits d'articles et d'ouvrages, notamment  celui du livre "La formation territoriale du département des Ardennes". Il comprend également des papiers de famille. Il est librement consultable en salle de lecture.

## Publications
- La Nation canadienne, 1893 (Plon)

Prix Montyon de l’Académie française 1894
- « Une famille militaire de Mézières au XVIIIe siècle », dans la Revue historique ardennaise, vol. 5, publiée par Paul Laurent, Paris : Librairie Alphonse Picard et fils, 1898, pp. 299–319
- La Pastorale de Noël, pièce écrite avec Leonel de la Tourasse (Heugel)
- L'Histoire des Griseldis, pièce écrite avec Leonel de la Tourasse (Hachette)
- Benvenuto Cellini à Paris (Bibl. du Vieux Paris) 1902
- Une Représentation du Mystère de la Passion à Mézières, 1903 (A. Picard)
- Aventuriers et Femmes de qualité, 1908 (Hachette)
- Père et Fille. Philippe de Champagne, 1909 (Hachette)
- C'est d'Aucassin et Nicolette, 1910 (Hachette)
- Les Légions de Varus, 1911 (Hachette)
- La merveilleuse et très plaisante histoires des Quatre fils Aymon, Chevaliers d'Ardenne, 1912
- La Reine Hortense en exil, 1914 (Hachette)
- La Merveilleuse histoire des quatre fils Aymon, chevaliers d'Ardenne, d'après la chanson de geste du XIIIe siècle, 1928

Prix Sobrier-Arnould de l’Académie française 1930
- Les Contes de la louve, 1931 texte intégral (Larousse)
- Autour de l'Énéide, 1932 (Larousse)
- La formation territoriale du département des Ardennes en 1789-1790, 1933
- Vercingétorix, 1933 (Larousse)
- La Guerre de Troie, 1934 (Larousse)
- Le Vray Mistère de la Passion : pièce adaptée d'après le texte d'Arnoul Gréban, en collaboration avec Leonel de la Tournasse, 1936 (Arts Graphiques, Bayonne)
- Roland, 1938 (Éditions de l'écureuil)
- Les nouveaux Contes de la Louve, 1939.

## Distinctions
- Chevalier de la Légion d'honneur [5].

### Sources
- Armand Yon, Le Canada français vu de France : : 1830-1914, Les Presses de l'Université Laval, 1975, 235 p..
- Robert Kemp, « " Le Vray Mistère de la Passion " sur le parvis Notre-Dame », Le Monde,‎ 3 juillet 1951.
- « Deuils », Le Journal des débats politiques et littéraires,‎ 12 mars 1941 (lire en ligne).
- Luc Estang, « Le Vray Mistère de la Passion », La Croix,‎ 11 juin 1936 (lire en ligne).